# Ruszcza (Kraków)

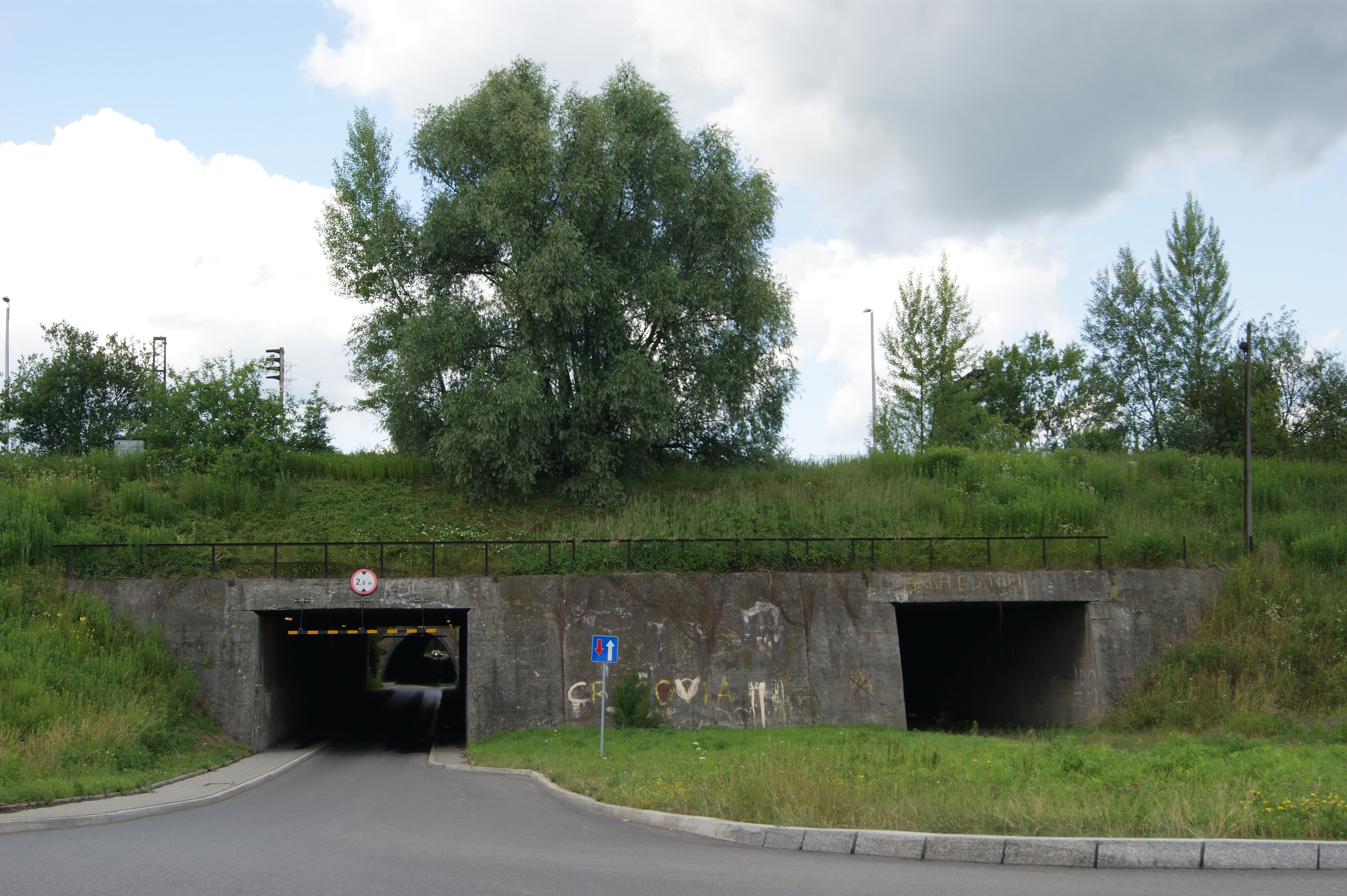
Tunel w Ruszczy, łączący ul. Organki z ul. Za Górą, widok z południa

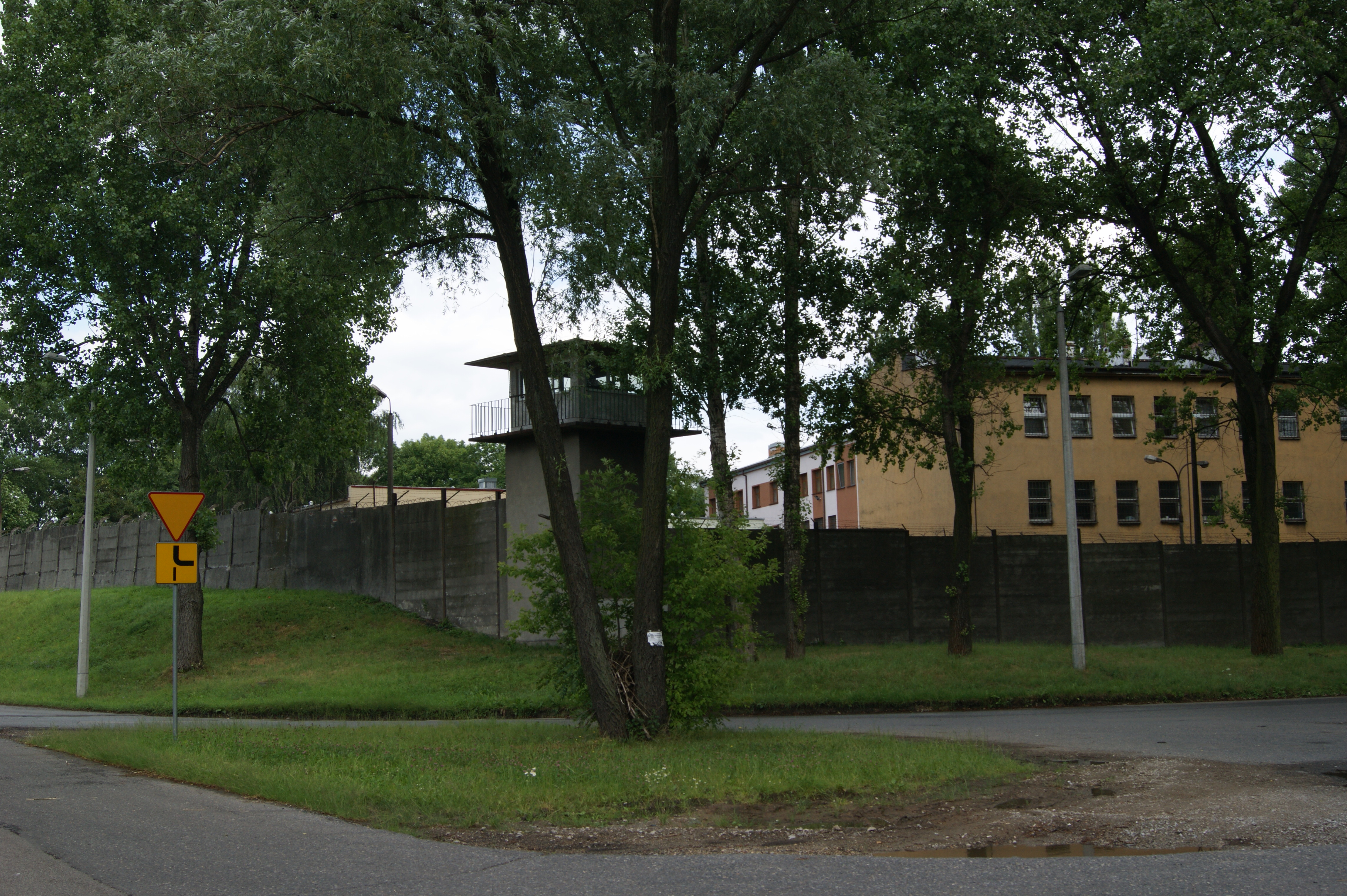
Zakład karny Kraków-Nowa Huta

Ruszcza – dawna wieś podkrakowska, położona ok. 15 km na północny wschód od jego centrum. Od 1951 w granicach administracyjnych Krakowa, obecnie wchodzi w skład Dzielnicy XVIII Nowa Huta.

## Historia
Pierwotną zabudowę wsi ujawniły badania archeologiczne, które odkryły w jej centrum ślady osady ziemiankowej datowane na wieki od X do XIII. Pierwszy raz wzmiankowana w dokumentach w 1222 (dokument wspomina o kapelanie – Bernardzie z Ruszczy). Wieś stanowiła centrum majątku jednej z gałęzi potężnego średniowiecznego rodu małopolskiego Świebodziców-Gryfitów (pochodził z niego m.in. Klemens z Ruszczy), a następnie do ich potomków – magnackiego rodu Branickich, którzy przejęli nazwisko od sąsiedniej wsi – Branic. W 1312 w Ruszczy została erygowana parafia, prawdopodobnie istniał już wtedy kościół romański, przebudowany w 1420. W 1373 Elżbieta Łokietkówna przeniosła wieś z prawa polskiego na prawo średzkie. Od XV w. w Ruszczy działała szkoła parafialna. W końcu XVIII w. wieś po wymarciu rodu Branickich przeszła w ręce Badenich, a następnie Popielów. W końcu XIX w. wieś liczyła około 240 mieszkańców, około 40 domostw, 2 karczmy, posiadała też szkołę powszechną. 
W 1951 włączona w granice Krakowa (gmina Ruszcza istniała jeszcze do 1954). W latach następnych przeprowadzono przez Ruszczę linię kolejową Nowa Huta – Podłęże, zajęto też część terenów pod budowę zaplecza Huty im. Lenina.

## Szkoła gospodarcza dla dziewcząt
W latach 1916–1921 działała w Ruszczy szkoła gospodarcza dla dziewcząt zorganizowana i wspierana materialnie przez Sodalicję Pań Wiejskich Ziemi Krakowskiej, której prezydentką była Zofia Popiel. Jednorazowo uczyły się w niej 24 dziewczyny. Zofia Popiel poprosiła o wsparcie Towarzystwo Gospodarczego Wykształcenia Kobiet, które przysłało 4 absolwentki z prowadzonego przez nie Seminarium w Snopkowie koło Lwowa. Pierwszy kurs trwający od października 1916 do listopada 1917 roku ukończyło 16 uczennic. 29 września uczennice po nabożeństwie w miejscowym kościele zdawały egzamin. W komisji zasiadły: przewodnicząca komitetu opiekuńczego szkoły Zofia Popiel, miejscowi księża, przewodnicząca TGWK księżna Wanda Czartoryska, Janina Karłowicz z seminarium w Snopkowie. Zainteresowanie nauką było tak duże, że na kolejny rok przyjęto już 25 uczennic. Uczyły się one w czterech grupach (zmieniając co 2 miesiące) zajęć praktycznych obejmujących: gotowanie z rachunkowością i umiejętnością przygotowywania zapasów na zimę, szycia i prania, hodowli bydła i prowadzenia ogrodu. Kierowniczką szkoły była Maria Szwicówna. Szkoła mieściła się we dworze w Ruszczy. Korzystała też z przylegającego do niego ogrodu, a miejscowy proboszcz Jan Puchała przekazał na jej potrzeby 3 morgi pola ornego. Szkoła w pierwszym roku działalności otrzymała subwencję z Rady powiatowej krakowskiej w wysokości 1453 korony, Sodalicja Pań Wiejskich Ziemi Krakowskiej przekazała 3292 korony, a Zofia Popiel w pieniądzach i naturze 20767 koron.

## Zabytki
W Ruszczy znajdują się następujące zabytki:
- gotycki kościół pod wezwaniem św. Grzegorza Wielkiego o charakterze obronnym, ufundowany na początku XV w. przez Wierzbiętę z Branic na miejscu starszej budowli romańskiej;
- neorenesansowy dwór Popielów z drugiej połowy XIX w. oraz resztki dawnego parku.